# Problém trpasličích galaxií

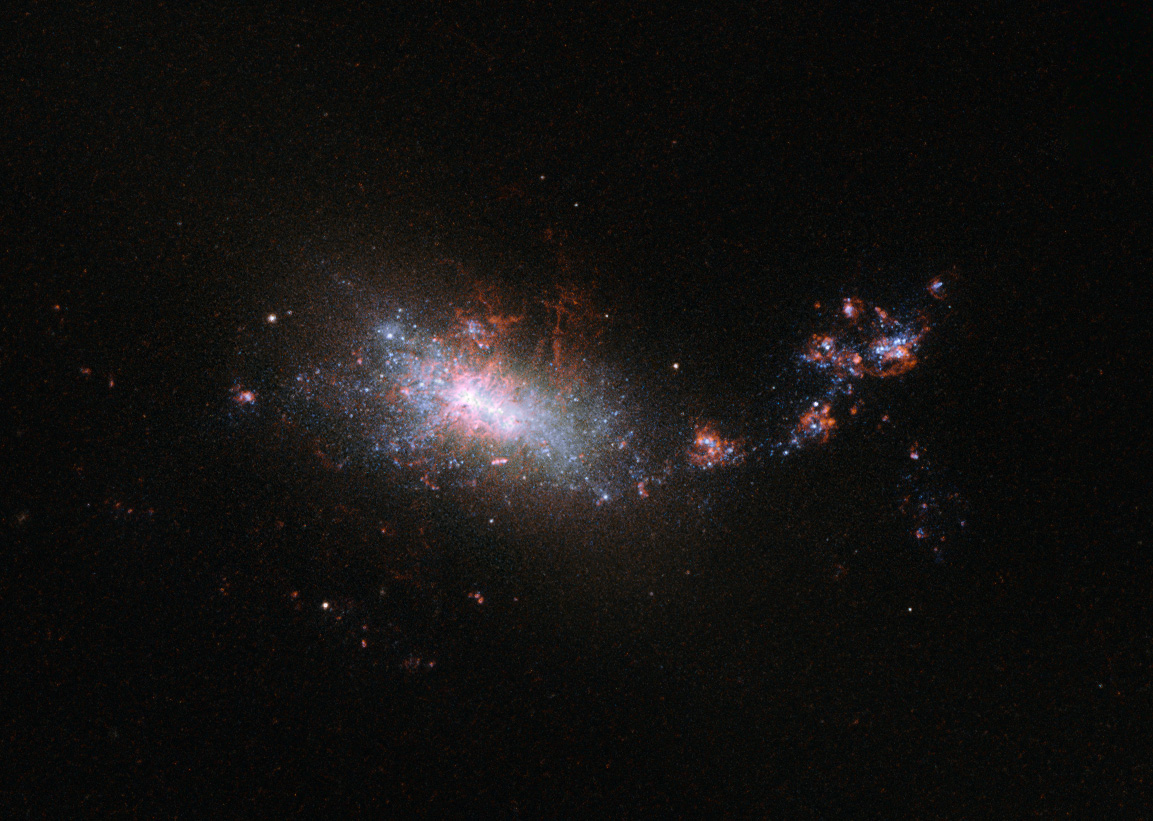
Trpasličí galaxie NGC 1140.

Problém trpasličích galaxií také známý jako problém chybějících satelitů, vyplývá z numerických kosmologických simulací, které předpovídají vývoj rozložení hmoty ve vesmíru. Temná hmota se hromadí hierarchicky a tvoří stále menší a menší galaxie. Nicméně, i když je pozorován dostatek galaxií běžných velikostí, počet trpasličích galaxií je řádově nižší, než se od simulace očekávalo. Pro srovnání, bylo pozorováno kolem 38 trpasličích galaxiích v Místní skupině, a pouze 11 obíhajících kolem Mléčné dráhy, ale simulace temné hmoty předpokládají kolem 500 trpasličích satelitů Mléčné dráhy.
Tento problém má dvě možná řešení. Jeden je, že menší galaxie existují, ale jen málo z nich je viditelných, protože nebyly schopny přitáhnout dostatek baryonické hmoty a vytvořit viditelné trpasličí galaxie. Pozorování Keckovými telekopy v roce 2007 objevilo osm nových ultra-slabých trpasličích satelitů Mléčné dráhy a později se ukázalo že šest z nich bylo z 99,9% tvořeno temnou hmotou. Další řešení může být, že trpasličí galaxie mají tendenci se slučovat do větších galaxií nebo být slapově strhávány většími galaxiemi v důsledku složitých interakcí. Tato slapová síla byla součástí problému při identifikaci trpasličích galaxií v první řadě, což je mimořádně obtížný úkol, protože tyto objekty mají nízký jas povrchu a jsou velmi rozptýlené, a to natolik, že jsou prakticky nepozorovatelné.